# Michigan National Guard

Logo der National Guard

Die Michigan  National Guard des US-Bundesstaates Michigan ist Teil der im Jahr 1903 aufgestellten Nationalgarde der Vereinigten Staaten (akronymisiert USNG) und somit auch Teil der zweiten Ebene der militärischen Reserve der Streitkräfte der Vereinigten Staaten.

## Organisation
Die Mitglieder der Nationalgarde sind freiwillig Dienst leistende Milizsoldaten, die der Gouverneurin von Michigan Gretchen Whitmer unterstehen. Bei Einsätzen auf Bundesebene ist der Präsident der Vereinigten Staaten Commander-in-Chief. Adjutant General of Michigan ist seit Mai 2016 Major General Paul D. Rogers.
Die Michigan National Guard führt ihre Wurzeln auf Milizverbände des Bundesstaates aus dem Jahr 1862 zurück, erste Milizverbände bestanden aber bereits um 1708. Im Britisch-Amerikanischen Krieg ab 1812 und im Toledo-Krieg von 1835 (einem Streit zwischen dem US-Bundesstaat Ohio und dem Michigan-Territorium um die Stadt Toledo) wurden bereits Milizverbände Michigans eingesetzt. Die Nationalgarden der Bundesstaaten sind seit 1903 bundesgesetzlich und institutionell eng mit der regulären Armee und Luftwaffe verbunden, so dass (unter bestimmten Umständen mit Einverständnis des Kongresses) die Bundesebene auf sie zurückgreifen kann. Davon zu trennen ist die 1988 wieder eingerichtete Staatsgarde, die Michigan Volunteer Defense Force (MIVDF), die allein dem Bundesstaat verpflichtet ist und als Michigan State Troops Home Guard im Ersten und Zweiten Weltkrieg die in Europa und im pazifischen Raum dienende Nationalgarde an der Heimatfront ersetzte.
Die Michigan  National Guard besteht aus den beiden Teilstreitkraftgattungen des Heeres und der Luftstreitkräfte, namentlich der Army National Guard und der Air National Guard. Die Michigan  Army National Guard hatte 2017 eine Personalstärke von
7.989, die Michigan Air National Guard eine von 2.197, was eine Personalstärke von gesamt 10.186 ergibt.

## Wichtige Einheiten und Kommandos

### Army National Guard
- Recruiting Office: Bay City
- Recruiting Office: Sterling Heights
- 177th Regional Training Institute – Augusta
- 126th Press Camp Headquarters – Augusta
- Recruiting & Retention Battalion – Lansing
  - 1208th Military Intelligence Platoon – Taylor
- 51st Civil Support Team – Augusta
- Medical Command – Detroit
- Detachment 15 Operational Support Airlift – Lansing
- Fort Custer Training Center – Augusta
- Military Training Center – Grayling
- 1208th Engineering Survey & Design Team – Lansing
- 1999th AQ DetachmentMitglieder Michigan National Guard bei der Parade zum Lettland-Tag in Riga, Lettland (18. November 2014)

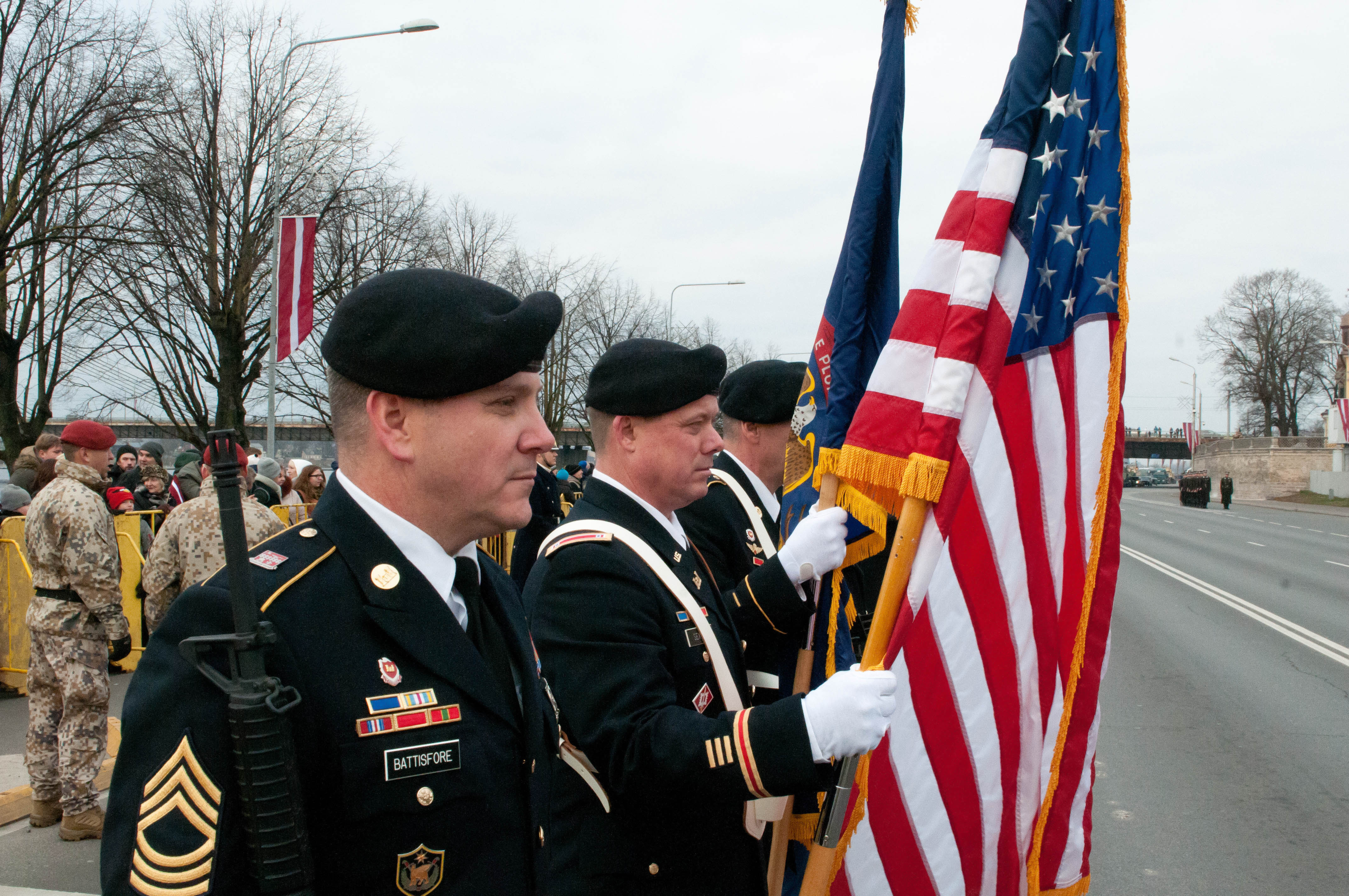
Mitglieder Michigan National Guard bei der Parade zum Lettland-Tag in Riga, Lettland (18. November 2014)

- 1146th Judge Advocate General Detachment – Lansing
- Detachment 1, 505th Judge Advocate General – Lansing
- 63rd Troop Command – Wyoming
  - 1-125th Infantry Battalion – Flint
  - 1-126th Cavalry Squadron – Wyoming
  - 1-119th Field Artillery Battalion – Lansing
- 272nd Regional Support Group
  - 1225th Cmd Sustainment Support Battalion – Detroit
- 3-238th General Support Aviation Battalion – Grand Ledge
- 46th Military Police Command – Lansing
- 177th Military Police Brigade – Taylor
- 107th Engineer Battalion – Ishpeming
- 507th Engineer Battalion – Kalamazoo

### Air National Guard
- 127th Wing auf der Selfridge Air National Guard Base
- 110th Airlift Wing auf der Battle Creek Air National Guard Station/W. K. Kellogg Airport
- Alpena Combat Readiness Training Center auf der Alpena Air National Guard Base